# Monestier-Merlines
 Monestier-Merlines  (en occitano Monestier Merlinas) es una comuna y población de Francia, en la región de Lemosín, departamento de Corrèze, en el distrito de Ussel y cantón de Eygurande.
Su población en el censo de 2008 era de 310 habitantes.
Está integrada en la Communauté de communes du Pays d'Eygurande .

## Demografía
| 879 | 887 | 830 | 693 | 515 | 342 | 310 |
| Para los censos de 1962 a 1999 la población legal corresponde a la población sin duplicidades (Fuente: INSEE [Consultar]) |     |     |     |     |     |     |